# Evangelische Kirche Battenfeld

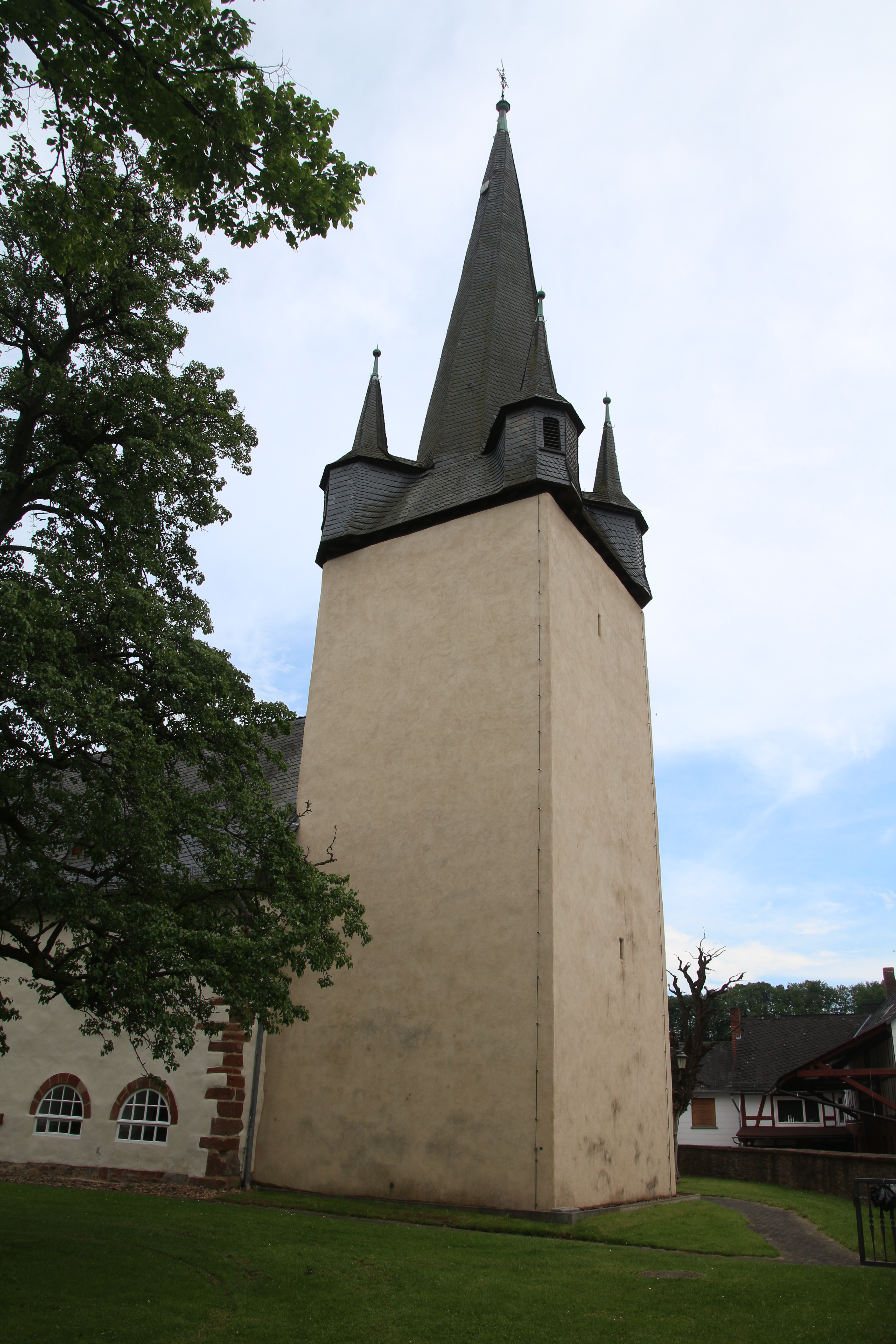
Westturm mit vier Wichhäuschen

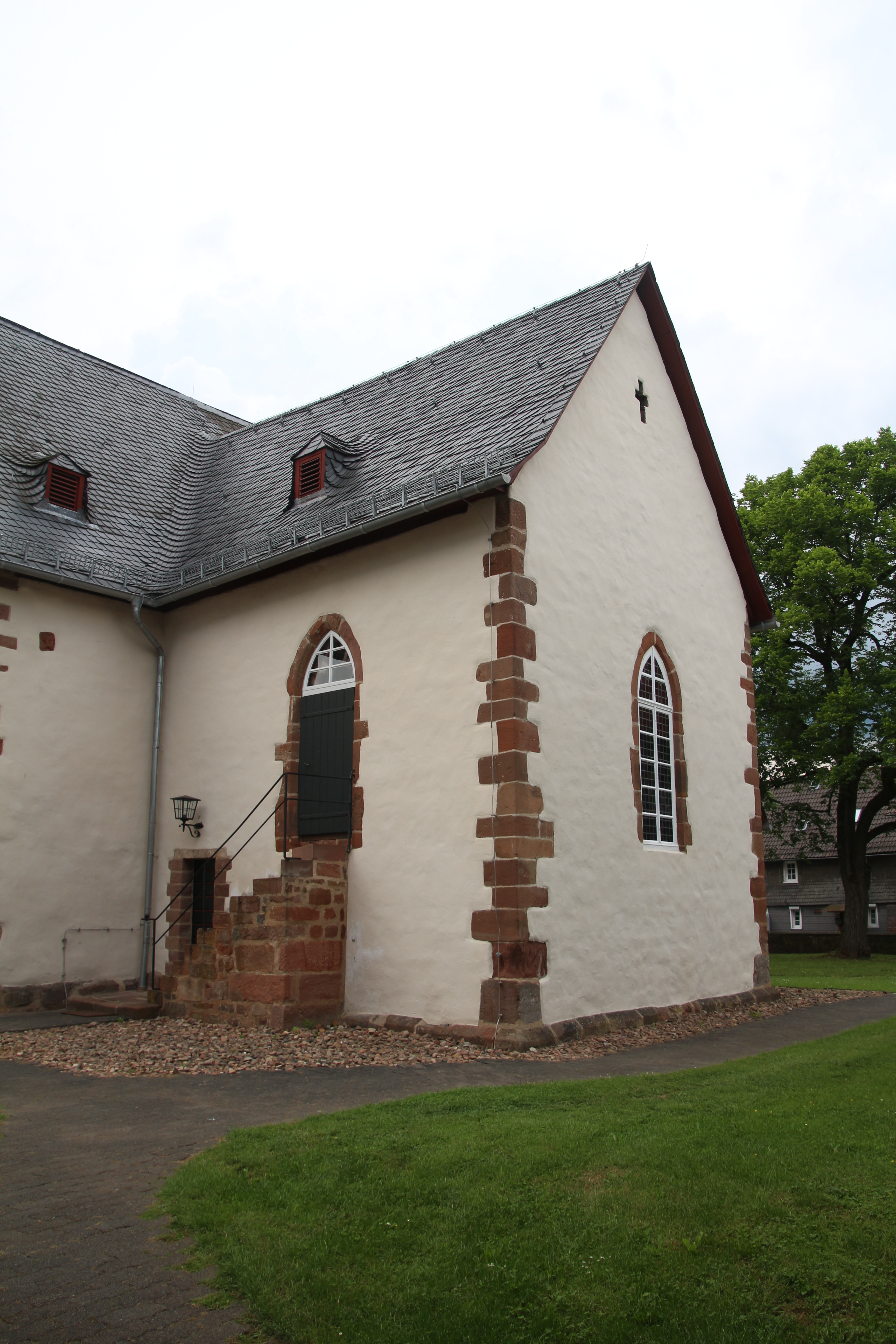
Ostabschluss mit dem ehemaligen Fenster als Portal

Die evangelische Kirche ist ein denkmalgeschütztes Kirchengebäude in Battenfeld, einem Ortsteil der Gemeinde Allendorf (Eder) im Landkreis Waldeck-Frankenberg (Hessen). Sie wurde im 12. Jahrhundert als romanische Pfeilerbasilika mit einem Querhaus errichtet, hat aber ihre Seitenschiffe verloren. Der wehrhafte Westturm wird durch vier Wichhäuschen gekennzeichnet. Jüngster Baukörper ist der Chorabschluss des 13. Jahrhunderts auf fast quadratischem Grundriss.

## Geschichte
Die Battenfelder Marienkirche wurde im Jahr 879 erstmals erwähnt. Die heutige Kirche wurde in der zweiten Hälfte des zwölften Jahrhunderts errichtet. Im Jahr 1249 ist ein Pleban nachgewiesen.
Im Mittelalter war Battenfeld Sitz eines Sendgerichts und gehörte kirchlich zum Dekanat Kesterburg im Archidiakonat St. Stephan in der Erzdiözese Mainz. Die Pfarrei umfasste die Orte Altershausen, Battenberg, Dodenau, Laisa und Rengershausen.
Mit Einführung der Reformation wechselte die Pfarrei zum evangelischen Bekenntnis. Als erster evangelischer Pfarrer ist Conrad Jeude für das Jahr 1553 nachgewiesen. Im Jahr 1606 folgte ein Wechsel zum reformierten Bekenntnis, um 1624 endgültig zum lutherischen zurückzukehren.
Zwei sehr schmale Seitenschiffe wurden vermutlich im Dreißigjährigen Krieg zerstört und abgebrochen.
Eine umfassende Renovierung fand im Jahr 1954 statt. Eine Sanierung im Jahr 2000 umfasste den Innenraum, das Dach und den Turm.

## Architektur

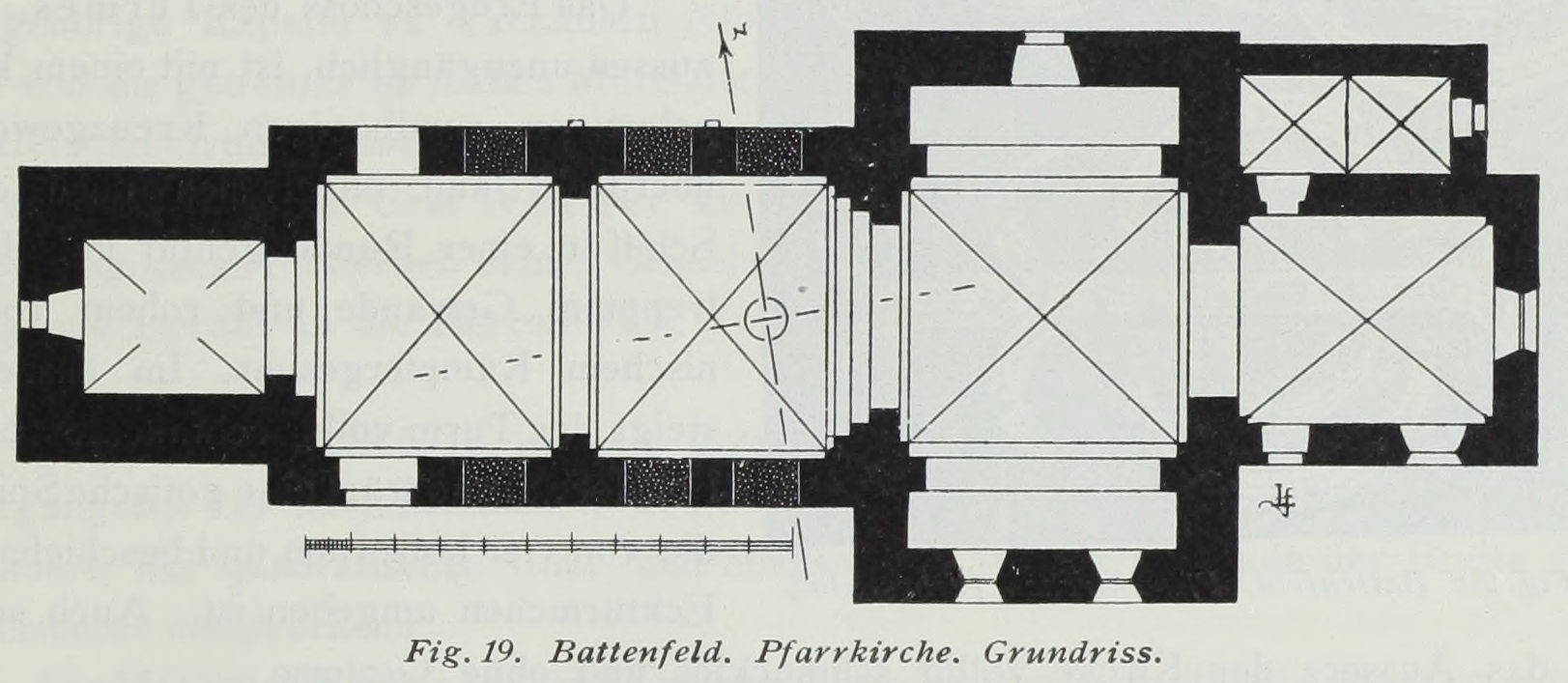
Grundriss

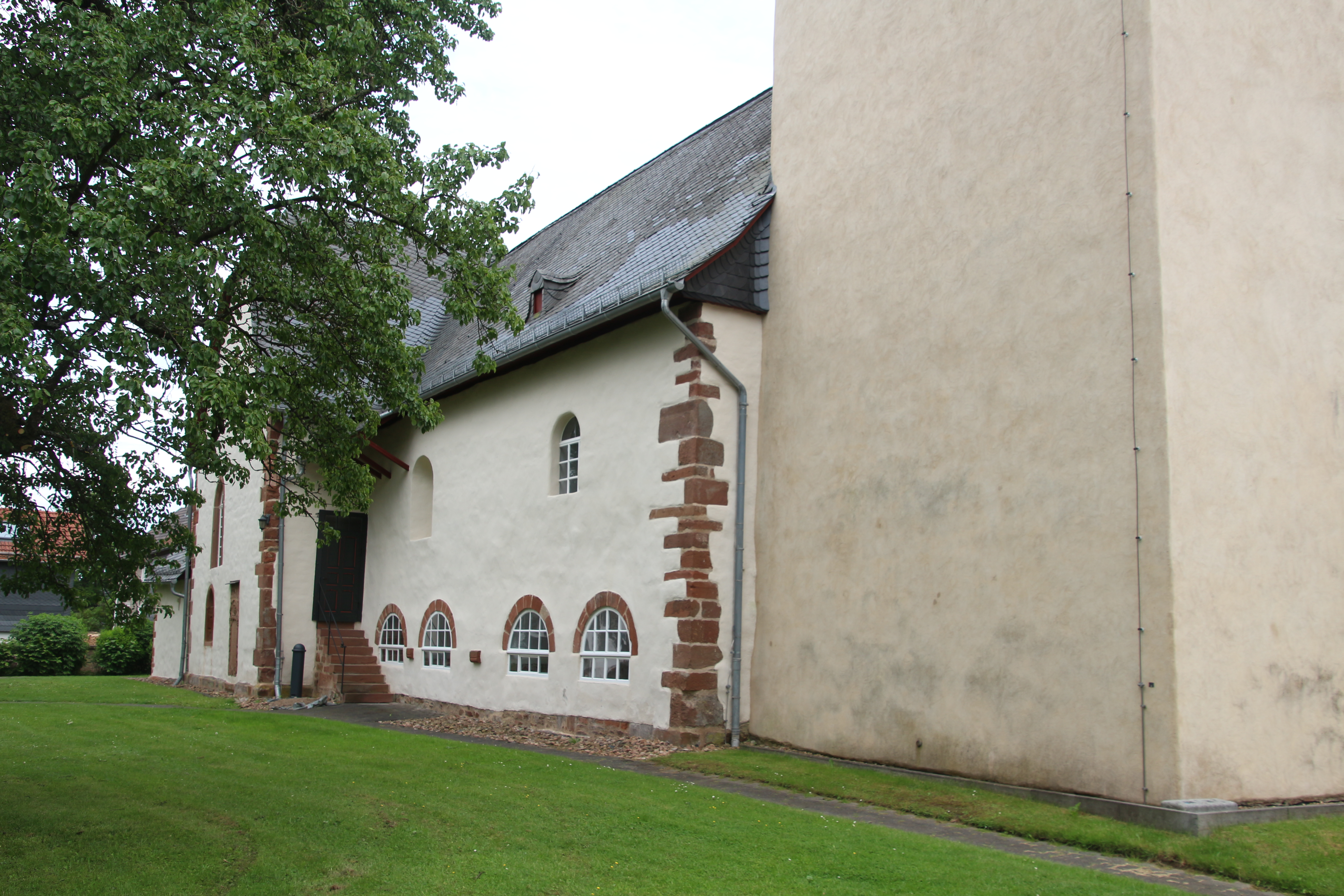
Blick auf die Nordwand mit den Resten der alten Arkadenbögen

Die geostete, weiß verputzte, ehemalige Pfeilerbasilika auf kreuzförmigem Grundriss ist im alten Ortszentrum aus Bruchsteinmauerwerk mit Sandsteingliederungen errichtet. Sie ist von einem Friedhofsgelände umgeben, das sich vor allem nach Norden erstreckt. Der Gebäudekomplex besteht aus einem hohen quadratischen Westturm, einem Querhaus mit sehr kurzen Armen und einem Ostabschluss auf leicht längsrechteckigem Grundriss. Schiff und Chor haben Eckquaderungen, die von der Verputzung ausgespart sind. Das Innere des Schiffs ist mit zwei fast quadratischen Hauptjochen des gebundenen Systems überwölbt.
Das Schiff ist zwischen rechteckigen Gurt- und Scheidbögen kreuzgratgewölbt. Die schmalen Querhausarme sind mit Tonnengewölben ausgestattet. Die vermauerten Arkaden sind an der Nordseite außen und innen erkennbar und dienen heute im oberen Bereich als Fenster. Die ehemaligen breiten Pfeiler haben Kämpfergesimse, die zum Teil mit Schuppen und Zahnfries verziert sind. Aus romanischer Zeit sind außen an der Kirche kleine romanische Steinplastiken erhalten. Am Nordgiebel ist in einem Muldenrelief unter einem schmalen Giebelchen ein Ritter dargestellt, daneben ein vorkragender Männerkopf, an der Ostseite des Südarms ein Männerkopf in einem Relief. Außentreppen ermöglichen von Westen den Zugang zu den Emporen. In unterschiedlicher Höhe belichten Fenster unterschiedlicher Form und Größe das Schiff.
Der hohe, ungegliederte Wehrturm ist abgesehen von einem später eingebrochenen rundbogigen Südfenster fensterlos. An der West- und Südseite sind je zwei schlitzförmige Schießscharten erhalten. Er hat ein gewölbtes Turmerdgeschoss, das ausschließlich vom Schiff aus zugänglich ist. Die Turmhalle öffnet sich zum Schiff in einer rundbogigen Tür mit abgetrepptem Gewände. Ein spätgotischer schlanker achtseitiger Spitzhelm ist vollständig verschiefert und wird von einem Turmknauf, einem Kreuz und einem Wetterhahn bekrönt. Dem Turmhelm sind an den Ecken vier polygonale Wichhäuschen aus Fachwerk aufgesetzt, die ein rundbogiges Schallloch haben und von einer Spitze verziert werden. Die Glockenstube beherbergt ein Dreiergeläut. Die älteste Glocke, die „Alphabetglocke“, stammt aus dem 14. Jahrhundert. Der Gießer hat die beabsichtigte Buchstabenfolge der Umschrift in falscher Richtung, nämlich rückläufig und zum Teil spiegelschriftlich aufgelegt. Eine weitere mittelalterliche Glocke wurde 1855 ersetzt. Die dritte Glocke von 1685 wurde 1917 zusammen mit der von 1855 für Rüstungszwecke abgeliefert. Die 1922 als Ersatz gegossenen Glocken wurden 1941 abgeliefert und 1951 beide ersetzt.
Der Chor ist gegenüber dem Schiff etwas eingezogen und niedriger. Er wird im Osten durch ein Spitzbogenfenster belichtet, dessen Maßwerk entfernt wurde. Im Inneren ist das Chorgewölbe kuppelartig erhöht. Das ehemalige Südfenster ist zu einem Portal umgebaut, das durch eine kleine Außentreppe zugänglich ist. Die kleine, gewölbte Sakristei befindet sich an der Nordseite des Chors unter einem abgeschleppten Pultdach. Sie wird durch ein hochrechteckiges Fenster an der Ostwand mit Licht versorgt.

## Ausstattung

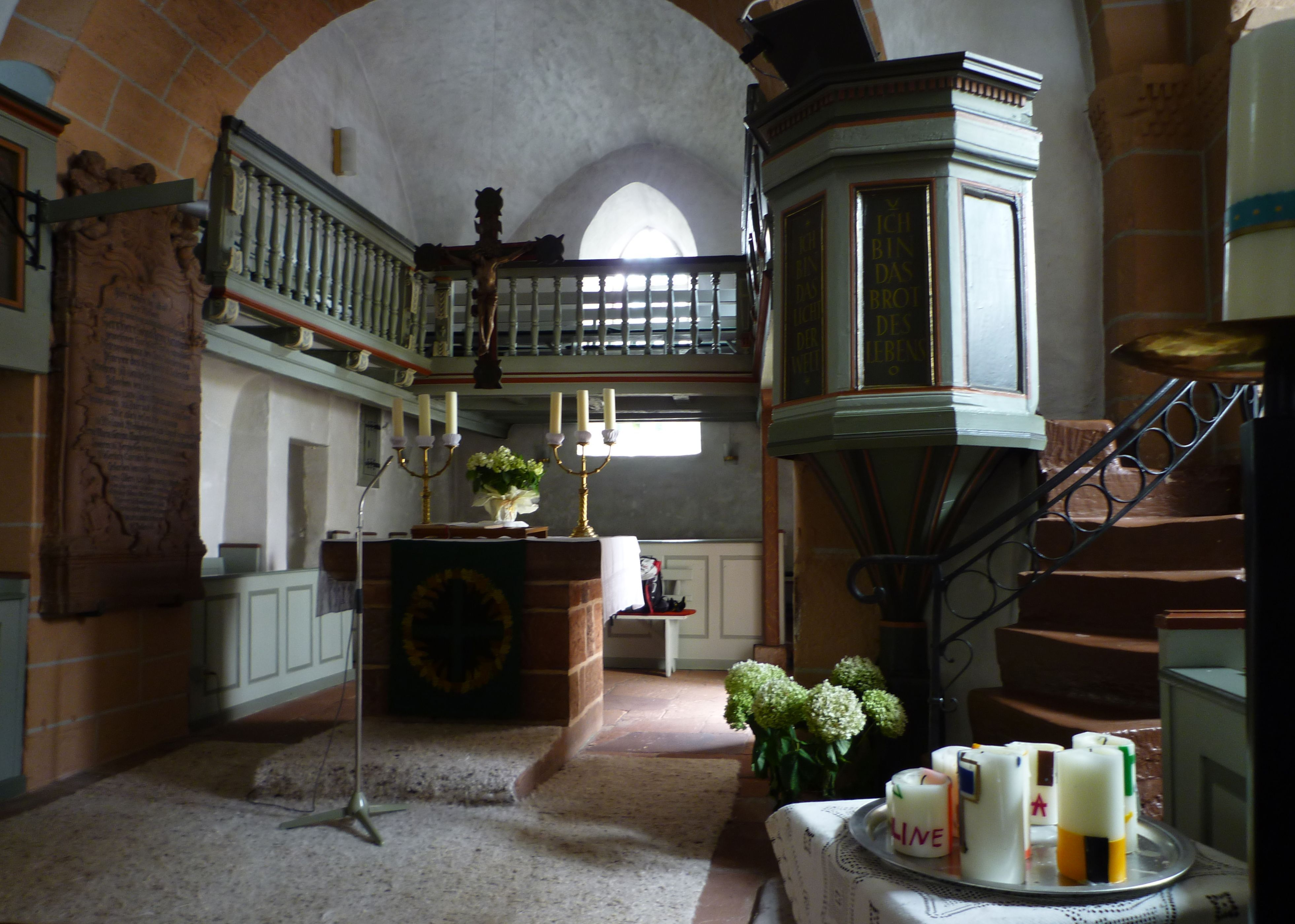
Blick in den Chorraum

Die hölzerne Empore im Schiff ist dreiseitig umlaufend. Sie ruht auf achtseitigen Pfosten mit Bügen. Einer von ihnen ist mit einer Rundrosette verziert und mit der Jahreszahl 1661 bezeichnet. Ihre barocken Brüstungsmalereien von 1742 zeigen an den Langseiten die Apostel und Evangelisten sowie die drei Personen der Dreieinigkeit. Die Westempore trägt eine Inschrift mit dem Jahr 1815 und dient als Aufstellungsort für die Orgel. Sie kragt trapezförmig aus und ist mit Brettdocken versehen. Am Gurtbogen oberhalb der Orgel ist das Wappen des Mainzer Domherren Siegfried von Biedenfeld in seinen ursprünglichen Farben zu sehen. Die Empore im Chor ist ebenfalls dreiseitig umlaufend und hat im Norden und Osten gedrehte Brettdocken. Die Südempore trägt an den Brüstungsfeldern zwischen Pilastern Inschriften mit Bibelworten aus Eph 6,13 , Ps 26,8  und Ps 84,2+5 .
Eine romanische Steinmensa bedeckt den Blockaltar, der möglicherweise aus zweitverwendeten Quadersteinen aufgemauert ist. An der Ostseite trägt er eine sekundäre Inschrift: „J•G•BICHMANN•AO•1720“. Über dem Altar hängt ein großes hölzernes Kruzifix des Dreinageltypus aus spätgotischer Zeit (zweites Viertel des 15. Jahrhunderts), das ursprünglich als Triumphkreuz diente. Die Kreuzesarme enden in Vierpässen; die originale farbliche Fassung ist teils erhalten. Ein kleineres Kruzifix in der Turmhalle entstand in den 1420er Jahren. Der kelchförmige Taufstein des 16. Jahrhunderts ist aus Sandstein gestaltet.
Im nördlichen Querhaus sind an einer Tür die geschwungenen romanischen Eisenbeschläge erhalten. Der Fußboden des Chors ist mit einem alten Steinpflaster belegt.
Die hölzerne polygonale Kanzel am südlichen Chorbogen ruht auf einem Steinsockel. Der Kanzelkorb, der vermutlich aus spätgotischer Zeit stammt, hat hochrechteckige Füllungen, in denen zwei Ich-bin-Worte Jesu gemalt sind: „Ich bin das Brot des Lebens.“ (Joh 6,35 ) und „Ich bin das Licht der Welt.“ (Joh 8,12 ). Der polygonale Schalldeckel ist schlicht gestaltet und stammt ebenso wie der bekrönende Gesimskranz auf der Kanzel aus dem 16. Jahrhundert.
Das hölzerne Kirchengestühl bildet im Mittelschiff und in den Querarmen je einen geschlossenen Block, der zum Altar ausgerichtet ist. Die Epitaphien aus dem 18. Jahrhundert erinnern an Pfarrer Johann Georg Bichmann (1678–1743) und seine Frau Maria Sophia Magdalena von Biedenfeld (1675–1744) im Stil des Rokoko sowie an Ernst Ludwig Ferdinand von Geismar († 1722).

## Orgel

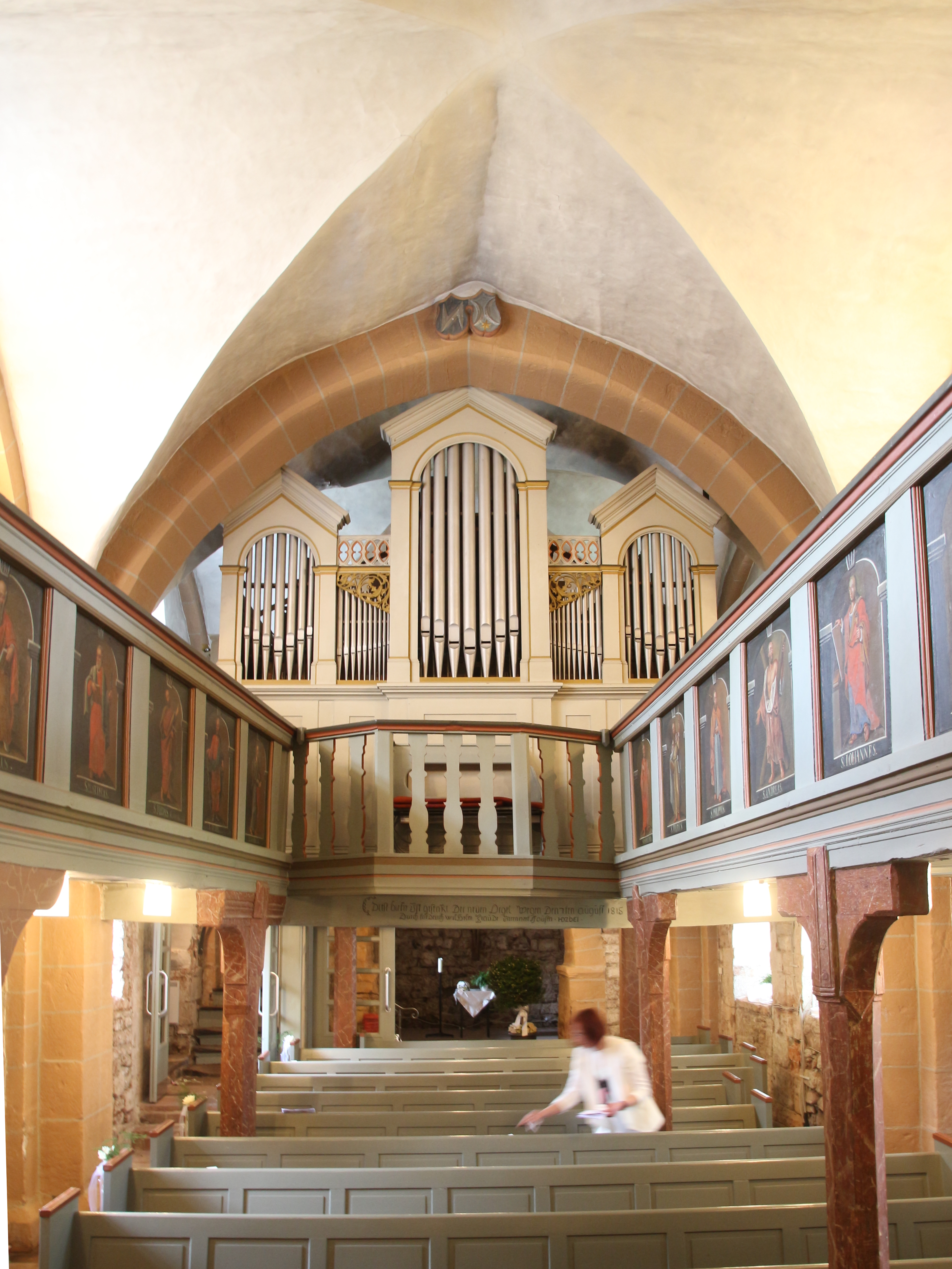
Orgel auf der Westempore

Die Orgel aus dem Jahr 1871 baute Jacob Vogt aus Korbach. Das Instrument mit mechanischen Schleifladen verfügt über 19 Register, die auf zwei Manuale und Pedal verteilt sind. Der fünfachsige Prospekt hat drei Rundbögen mit Dreiecksgiebeln, von denen der mittlere überhöht ist. Dazwischen vermitteln niedrige Pfeifenflachfelder. Die Licher Firma Förster & Nicolaus Orgelbau restaurierte die Orgel im Jahr 1977. Die Disposition lautet wie folgt:
| I Hauptwerk C–f3   |       |
| Quintatön          | 16′   |
| Principal          | 8′    |
| Hohlflöte          | 8′    |
| Viola di Gamba     | 8′    |
| Octave             | 4′    |
| Flöte              | 4′    |
| Quinte             | 2 ⁄3′ |
| Octave             | 2′    |
| Cornett III (ab c) | 2 ⁄3′ |
| Mixtur IV          | 2′    |

| II Nebenwerk C–f3 |    |
| Gedackt           | 8′ |
| Flauto Traverso   | 8′ |
| Salicional        | 8′ |
| Gemshorn          | 4′ |
| Gedacktflöte      | 4′ |

| Pedal C–c1    |     |
| Subbass       | 16′ |
| Principalbass | 8′  |
| Violonbass    | 8′  |
| Posaune       | 16′ |

- Koppeln: II/I, I/P